# Rhypochares saprinoides
Rhypochares saprinoides är en skalbaggsart som först beskrevs av Wilhelm Ferdinand Erichson 1834.  Rhypochares saprinoides ingår i släktet Rhypochares och familjen stumpbaggar. Inga underarter finns listade i Catalogue of Life.